# Three Is a Family
Three Is a Family (Brasil: 3 É Demais / Portugal: Chuva de Filhos) é um filme norte-americano de 1944, do gênero comédia, dirigido por Edward Ludwig e estrelado por Marjorie Reynolds e Charles Ruggles.
O déficit imobiliário em algumas cidades americanas durante a Segunda Guerra dá o mote para esta comédia, baseada em peça de sucesso na Broadway: foram 497 apresentações entre maio de 1943 e julho de 1944.

## Sinopse
Nova Iorque, durante a Segunda Guerra Mundial. A paz de Sam e Frances Whitaker é quebrada quando se aboletam em seu pequeno apartamento a filha Kitty com seus gêmeos e o filho Archie com a esposa grávida Hazel. Ali também vivem a tia Irma e uma criada. Frances trabalha fora, então o velho Sam tem de cuidar do apartamento, ajudar a olhar os netos e executar alguma tarefa doméstica. Enquanto o doutor Bartell, já meio cego, tenta cuidar da saúde dos bebês, a empregada passa o tempo rindo do caos que se instalou no lugar.

## Premiações
| Patrocinador                                  | Prêmio | Categoria             | Situação |
| --------------------------------------------- | ------ | --------------------- | -------- |
| Academia de Artes e Ciências Cinematográficas | Oscar  | Melhor Mixagem de Som | Indicado |

## Elenco
| Ator/Atriz        | Personagem        |
| ----------------- | ----------------- |
| Marjorie Reynolds | Kitty Mitchell    |
| Charles Ruggles   | Sam Whittaker     |
| Fay Bainter       | Frances Whittaker |
| Helen Broderick   | Irma              |
| Arthur Lake       | Archie Whittaker  |
| Hattie McDaniel   | Criada            |
| Jeff Donnell      | Hazel Whittaker   |
| John Philliber    | Doutor Bartell    |
| Walter Catlett    | Barney Meeker     |
| Clarence Kolb     | Senhor Steele     |
| Elsa Janssen      | Adelaide          |
| Renie Riano       | Genevieve         |
| Warren Hymer      | Coolie            |
| Clyde Fillmore    | Senhor Spencer    |
| Christian Rub     | Mensageiro        |